# Ugocsakomlós
Ugocsakomlós település Romániában, Szatmár megyében.

## Fekvése
Szatmárnémetitől északkeletre, Halmitól északra az Avaspatak és Batarcs közt fekvő település.

## Története
Ugocsakomlós nevét 1378-ban már említette oklevél Komlos néven.
1450-ben Komlod, 1808-ban Komlós, Komnous néven írták.
A 20. század elején Ugocsa vármegye Tiszántúli járásához tartozott.
1910-ben 944 lakosából 22 magyar, 103 német, 817 román volt. Ebből 11 római katolikus, 824 görögkatolikus, 109 izraelita volt.